# Каркавелуш-Пареде
Каркавелуш-Пареде (порт. Carcavelos e Parede) — фрегезия (район) в муниципалитете Кашкайш округа Лиссабон крупной городской агломерации Большой Лиссабон в Португалии. Образован в 2013 году путём слияния двух районов — Каркавелуш и Пареде. Население в 2011 году составляло 46 529 человек, площадь — 8,11 км2.

## Демография
Численность населения, зарегистрированная в ходе переписи, составила:
| Прирост населения               | Прирост населения | Прирост населения |
| ------------------------------- | ----------------- | ----------------- |
| Год                             | Население         | %±                |
| 2001                            | 20037             |                   |
| 2011                            | 23347             | {{{6}}}           |
| * Население фрегезии Каркавелуш |                   |                   |

| Прирост населения           | Прирост населения | Прирост населения |
| --------------------------- | ----------------- | ----------------- |
| Год                         | Население         | %±                |
| 2001                        | 17830             |                   |
| 2011                        | 21660             | {{{6}}}           |
| * Население фрегезии Пареде |                   |                   |

| Прирост населения                                   | Прирост населения | Прирост населения |
| --------------------------------------------------- | ----------------- | ----------------- |
| Год                                                 | Население         | %±                |
| 2021                                                | 46529             | {{{3}}}           |
| * Население объединённой фрегезии Каркавелуш-Пареде |                   |                   |

| Распределение населения по возрастным группам | Распределение населения по возрастным группам | Распределение населения по возрастным группам | Распределение населения по возрастным группам | Распределение населения по возрастным группам | Распределение населения по возрастным группам |
| --------------------------------------------- | --------------------------------------------- | --------------------------------------------- | --------------------------------------------- | --------------------------------------------- | --------------------------------------------- |
| До объединения                                |                                               |                                               |                                               |                                               |                                               |
| Возраст                                       | 0-14 лет                                      | 15-24 лет                                     | 25-64 лет                                     | >= 65 лет                                     | Всего                                         |
| 2001                                          | 5145                                          | 4600                                          | 21446                                         | 6676                                          | 37867                                         |
| 2011                                          | 6743                                          | 4146                                          | 25081                                         | 9037                                          | 45007                                         |
| После объединения                             |                                               |                                               |                                               |                                               |                                               |
| Возраст                                       | 0-14 лет                                      | 15-24 лет                                     | 25-64 лет                                     | >= 65 лет                                     | Всего                                         |
| 2021                                          | 6193                                          | 4914                                          | 23874                                         | 11548                                         | 46529                                         |